# ممزق (فلم)
ممزق (بالإنجليزية: Shattered)، هُو فيلم دراما كيني نيجيري صدر سنة 2011، وقد أخرجه غيلبرت لوكاليا. الفيلم من بطولة ريتا دومينيك.

## وصلات خارجية
- مقالات تستعمل روابط فنية بلا صلة مع ويكي بيانات